# PPC1500
PPC1500 è una specialità di tiro a segno non codificata ISSF e praticata a livello mondiale.
L'acronimo "PPC" sta per Precision Pistol Competition ("gara di precisione con pistola") mentre 1500 indica il massimo punteggio ottenibile nelle due gare principali che si svolgono sulla distanza di 150 colpi.
Il tiro viene eseguito con armi di grosso calibro (dal .32 - 8 mm al .45 - 11.4 mm) con utilizzo di fondina e buffetteria per i caricatori di riserva. A seconda dell'arma impiegata è possibile competere in categorie specifiche, le quali sono raggruppate a seconda del numero di colpi previsto per la gara.
categorie codificate:

150 colpi

Pistol 1500 per le armi semiautomatiche

Revolver 1500 per armi a rotazione

60 colpi

Distinguished Pistol Match

Distinguished Revolver Match

Open Match

48 colpi

Stock Pistol

Standard Revolver 4"

Standard Revolver 2.75"

Posizioni di tiro

in piedi senza appoggio

in piedi con barricata - lato destro

in piedi con barricata - lato sinistro

in ginocchio senza appoggio

in ginocchio con appoggio - lato forte

sdraiato

seduto

in piedi con la sola mano forte

per tutte le sequenze di tiro il tiratore inizia con l'arma in fondina, con caricatore rifornito con 6 colpi inserito nella semiautomatica o con il tamburo pieno nel revolver, in posizione relax.

i caricatori per l'arma semiautomatica possono essere riempiti al massimo con 6 colpi ed il rifornimento deve avvenire quando il caricatore precedente è esaurito.

Distanze di tiro

3 metri (48 colpi)

7 metri (tutti i match)

15 metri (48 e 150 colpi)

25 metri (tutti i match)

50 metri (60 e 150 colpi)

Svolgimento delle gare 

tutte le serie sono a tempo ed iniziano su segnale acustico o a seguito esposizione delle sagome. il termine della serie è segnalato da un secondo segnale acustico o dalla chiusura delle sagome.

Per tutte le serie, il direttore di tiro ricorda rapidamente le modalità di tiro e quindi ordina di preparare l'arma ("load and holster"). Trascorso qualche secondo chiede se i tiratori sono pronti ad iniziare ("is the line ready?"); se nessun tiratore segnala di non essere pronto, il direttore conferma la condizione e segnala la procedura di avvio ("the line is ready! Stand by!"). dopo circa 3 secondi, la serie ha inizio come descritto.

Al termine della serie, ai tiratori è richiesto di mostrare l'arma scarica ed aperta e contemporaneamente l'ultimo caricatore impiegato o gli ultimi bossoli estratti dal revolver al direttore di tiro o ad un suo delegato. solo dopo il controllo da parte di quest'ultimo sarà consentito chiudere l'arma e riporla in fondina in sicurezza.

match 150 colpi

stazione 1

a 7 metri 6+6 colpi in piedi senza appoggio in 20 secondi

a 15 metri 6+6 colpi in piedi senza appoggio in 20 secondi

cambio bersaglio

stazione 2

a 25 metri 6 colpi in ginocchio senza appoggio + 6 colpi in piedi con appoggio lato sinistro + 6 colpi in piedi con appoggio lato destro in 90 secondi

cambio bersaglio

stazione 3

a 50 metri 6 colpi seduti + 6 colpi sdraiati + 6 colpi in piedi con appoggio lato sinistro + 6 colpi in piedi con appoggio lato destro in 165 secondi

cambio bersaglio

stazione 4

a 25 metri 6+6 colpi in piedi senza appoggio in 35 secondi - serie ripetuta 2 volte

cambio bersaglio

stazione 5-1

a 7 metri 6+6 colpi in piedi senza appoggio in 20 secondi

a 25 metri 6 colpi in ginocchio senza appoggio + 6 colpi in piedi con appoggio lato sinistro + 6 colpi in piedi con appoggio lato destro in 90 secondi

cambio bersaglio

stazione 5-2

a 50 metri 6 colpi seduti + 6 colpi sdraiati + 6 colpi in piedi con appoggio lato sinistro + 6 colpi in piedi con appoggio lato destro in 165 secondi

a 25 metri 6 colpi in piedi senza appoggio in 12 secondi.

Match 60 colpi

stazione 1

a 7 metri 6+6 colpi in piedi senza appoggio in 20 secondi

a 25 metri 6 colpi in ginocchio senza appoggio + 6 colpi in piedi con appoggio lato sinistro + 6 colpi in piedi con appoggio lato destro in 90 secondi

cambio bersaglio

stazione 2

a 50 metri 6 colpi seduti + 6 colpi sdraiati + 6 colpi in piedi con appoggio lato sinistro + 6 colpi in piedi con appoggio lato destro in 165 secondi

a 25 metri 6 colpi in piedi senza appoggio in 12 secondi.

(il match 60 colpi corrisponde alle stazioni 5-1 e 5-2 del match 150 colpi)

Match 48 colpi

stazione 1

a 3 metri 6 colpi in piedi senza appoggio in 8 secondi con la sola mano forte

a 7 metri 6+6 colpi in piedi senza appoggio in 20 secondi

cambio bersaglio

a 15 metri 6+6 colpi in piedi senza appoggio in 20 secondi

a 25 metri 6 colpi in ginocchio con appoggio lato forte, rispettando la fault line + 6 colpi in piedi con appoggio lato sinistro + 6 colpi in piedi con appoggio lato destro in 90 secondi